# Berenice Quezada
Berenice Xuyami Quezada Herrera (El Rama, Costa Caribe Sur, 28 de septiembre de 1993) es una modelo, política y reina de belleza, ganadora de los títulos Miss Oneness 2012 y Miss Nicaragua 2017. Participó en la sexagésima sexta edición de Miss Universo de 2017. En las elecciones generales de Nicaragua de 2021, Quezada es la compañera de fórmula de Óscar Sobalvarro, candidato presidencial por el partido Ciudadanos por la Libertad (CxL). Sin embargo, el 3 de agosto, fue puesta bajo arresto domiciliario y se le inhibió.

## Biografía
Nació en El Rama de la Región Autónoma de la Costa Caribe Sur, el 28 de septiembre de 1993, ubicada a unos 292 kilómetros de la capital de Nicaragua,  Desde niña se interesó en los certámenes de belleza, Esta jovencita emigró a la capital de Managua en el año 2011, en busca de hacer sus sueños realidad: coronar una carrera universitaria y ser Miss Nicaragua.
Estudió administración turística y hotelera y actualmente es candidata a la vicepresidencia de Nicaragua. Es Hija de una madre soltera con cuatro hijas.

## Certámenes de belleza
Berenice Quezada ha tenido una gran experiencia en certámenes de belleza, A continuación una tabla de datos:
| Año  | Certamen                   | Sede        | Posición | Premios Especiales                                               |
| ---- | -------------------------- | ----------- | -------- | ---------------------------------------------------------------- |
| 2011 | Miss Turismo               | Managua     | Ganadora |                                                                  |
| 2011 | Señorita Verano            | León        | Ganadora |                                                                  |
| 2012 | Miss Oneness               | Managua     | Ganadora |                                                                  |
| 2012 | Miss Global International  | Jamaica     | Top 10   | Mejor Traje Nacional                                             |
| 2013 | Miss Panamerican           | Los Ángeles | Top 5    | (Tercer Lugar) Traje Nacional                                    |
| 2014 | Miss Model of the World    | China       | Top 5    | Mejor Traje Nacional                                             |
| 2015 | Miss Princess of the World | Praga       | Top 9    | Mejor Traje Nacional                                             |
| 2017 | Miss Nicaragua             | Managua     | Ganadora | Miss Digital, Mejor Personalidad, Mejor Cabello y Mejor Sonrisa. |
| 2017 | Miss Universo              | Las Vegas   | top 10   |                                                                  |

En la universidad participó en Miss Turismo y ganó, ese mismo año en León compitió en Señorita Verano y resultó ganadora.
En 2012 fue entrevistada por don Gregory Lewis, de Miss Oneness, y desde entonces fue coronada como representante de Nicaragua.
Con el título viajó a Jamaica, a Miss Global International,  logró ubicarse entre las finalistas y obtuvo el premio al mejor traje nacional con una creación de Erick Bendaña, quien ha confeccionado siempre su atuendo de fantasía. También estuvo en China y Praga.

### Premios
Quezada ha ganado el mejor traje nacional con diseños de Bendaña y aseguró que, además de la belleza de las piezas,  tiene que ver cómo se modela, así que la forma como los ha lucido incide en la representación y elección del jurado.
En Jamaica ella fue top 10 y ganó mejor traje nacional, fue top 5 en Miss Panamerican, también lo fue en China y ahí ganó otra vez el mejor traje nacional. Finalmente en Praga nuevamente obtuvo galardón por el traje creado por Bendaña.

## Miss Nicaragua 2017

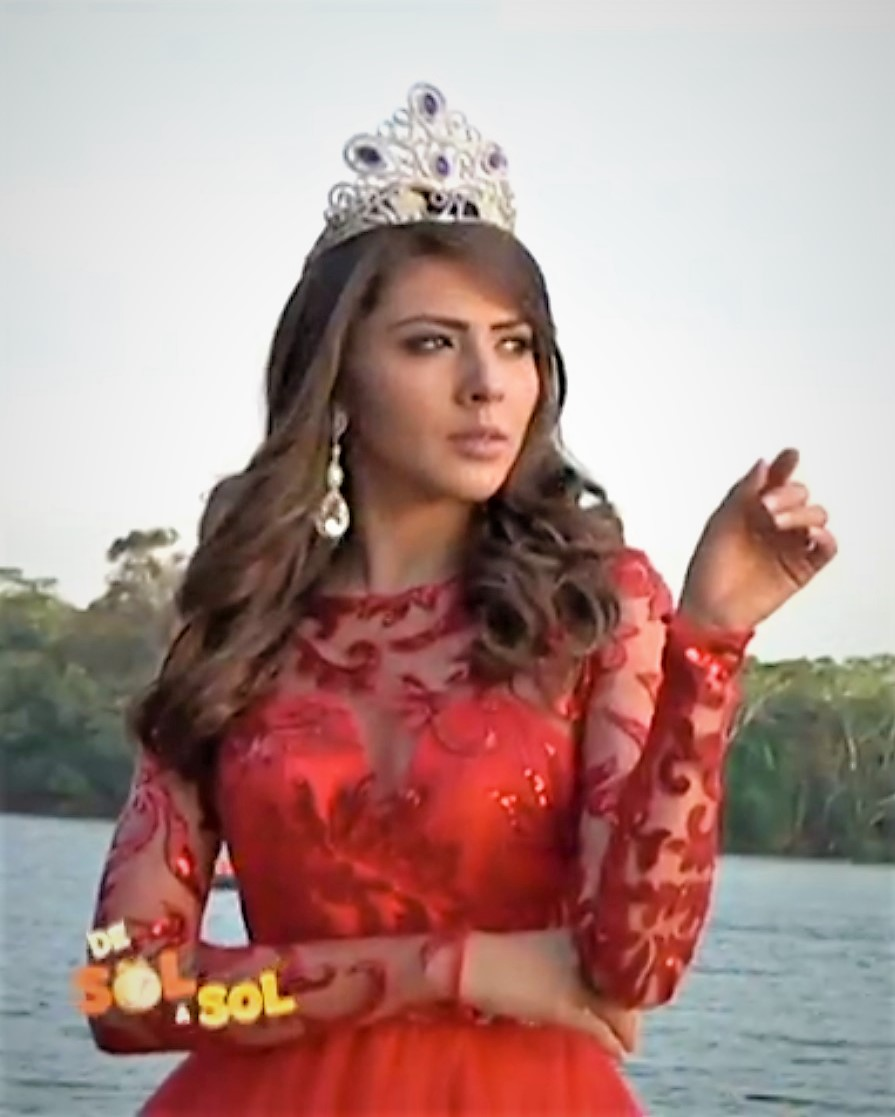
Quezada como Miss Nicaragua 2017 en sesión de fotos

La 35.ª edición de Miss Nicaragua, correspondiente al año 2017, se realizó el 25 de marzo de 2017 en el Teatro Nacional Rubén Darío. Al final del evento Marina Jacoby coronó a su sucesora Berenice Quezada, quién representó a su nación en Miss Universo 2017. El concurso fue transmitido en vivo por VosTV y con difusión simultánea en Televicentro.

### Participación en el Miss Universo 2017
Luego de ganar Miss Nicaragua 2017. Berenice cumplió con la responsabilidad de asistir y representar a Nicaragua en la 66.ª edición de Miss Universo 2017, realizado el día 26 de noviembre en Las Vegas, transmitido por TNT y FOX.
Quezada usó en Miss Universo un traje típico del diseñador Jorge Salazar. El conjunto lleva por título "Faldas paradisíacas de mi bello Mombacho", Los atuendos que utilizó durante las dos semanas en la concentración de Miss Universo fueron de diseñadores nicaragüenses; participó en diferentes sesiones fotográficas con atuendos de Sherri Hill y fue una de las 5 seleccionadas para posar sin una gota de maquillaje. 
En la competencia preliminar uso un vestido color turquesa confeccionado por el diseñador nicaragüense Erick Bendaña y en la noche final uso otro vestido color dorado, del mismo diseñador.